# Antonio Anet y Codina
Antonio Anet y Codina (Barcelona, 12 de diciembre de 1836-¿?) fue un médico español.

## Biografía
Natural de Barcelona, estudió en el instituto de segunda enseñanza de la ciudad y recibió el título de bachiller en medicina en la universidad en 1859 y el de licenciado en 1860; posteriormente, se hizo con el de doctor en la Universidad Central.
Fue vicepresidente y después presidente de la Academia Médico-Farmacéutica de Barcelona y presidente de la casa de caridad. Delegado inspector de las casas de socorro sostenidas por la asociación Amigos de los Pobres, fungió también como su tesorero. Asimismo, ocupó otros cargos diferentes: fue presidente de la junta de gobierno de la casa provincial de caridad, socio honorario del Ateneo-médico de Huesca, correspondiente de la Real Academia de Medicina y Cirugía de Barcelona y de la Médica-Quirúrgica Matritense, miembro de la Sociedad Francesa de Higiene, socio fundador del Instituto Médico de Barcelona y otros más.

## Obras
Destacan las siguientes:
- «De la viruela y su profilaxis» (1878), memoria leída en la Academia Médico-Farmacéutica;
- «Algunas consideraciones sobre el traslado de la actual casa de Caridad» (1888), discurso leído en la sesión inaugural de la arriba mencionada academia; y
- «Memorias leídas por el ilustre señor Presidente de este Asilo (casa provincial de Caridad) Dr. D. Anet en el solemne acto de la distribución de premio a los alumnos que se han distinguido por su aplicación y buen comportamiento en los años 1886 y 1887» (1888).